# Basketo (zone)
Pour les articles homonymes, voir Basketo.
Ancien woreda spécial de la région des nations, nationalités et peuples du Sud en Éthiopie, Basketo est depuis 2023 une zone administrative dans la région Éthiopie du Sud. 